# 拳頭 (小說)
《拳頭》為古龍晚期作品，為其晚期名作，1975年1月至6月香港〈武俠春秋〉229-245期連載。1975年南琪出版。主角小馬為《霸王槍》的配角，本書無青龍會背景（《七種武器》系列皆有青龍會背景），首發時曾注「又名《狼山》」，比較常 聽到的說法是《憤怒的小馬》，1975年至1976年2月二度連載時，列為《七種武器》之六，其後又被古龍剔除。
因本書極為有名，李涼曾寫了偽作《憤怒小馬集》，皇佳／皇鼎出版：《鬼城傳奇》、《苗峒追凶》、《水上風雲》、《彩雲飛》、《劍花煞》、《憤怒小馬》（注意：偽作並無「的」字）。

《拳頭》，天地圖書出版社版本，1997年出版

## 故事大綱
小馬受藍蘭邀請，保護她的「弟弟」經過狼山三天之內趕到西城治病。小馬答應了，而且帶同老皮、常無意和張聾子作伴。在出發前，常無意拜會一名神秘老人，那老人提醒他要注意狼山上的人，以「君子狼」最為兇險。
到了狼山的時候，發生一輪惡戰，小馬發現坐左轎子中的弟弟很奇怪，沒有人能靠近轎子，使小馬起了疑心。後來在客店內，小馬要求藍蘭打開轎子，查證一下是否真的有人在轎內。藍蘭打開轎子後，轎子內的確有一名虛弱的病人。消除了小馬的疑心。
翌日，小馬發現山上的太陽湖的儀式有異樣，原來使者利用青年人的心態，將少女作活祭品，老皮也被使者控制。後來到了狼山之王的所在地，但是狼山之王沒有說話，只是手下在代表發命令。一行人最後發現了狼山之王朱五太爺已經死了一段時間，轎子中的人原來朱五太爺的兒子－朱雲。
朱雲接管狼山，答應會把狼山變得和平，老皮與使者同歸於盡。小馬救出情人－小琳，但小琳不領情便走了，小馬追向小琳身影的消失處。

## 主要人物
- 小馬：人稱「憤怒的小馬」，因為他的脾氣比誰都大。（在《霸王槍》裡本名馬真）
- 藍蘭：她不但美麗，而且聰明，她並不是弱不禁風的女人，她會武功，而且武功不弱。

## 次要人物
- 張聾子：這個皮匠是補鞋的。天生就有雙銳眼，而且久經訓練。
- 老皮：他是賴皮的。一個臉皮比一個城牆還厚的胖猴子。
- 常無意：是個剝皮的皮匠。通常就叫常剝皮。他的確常常會剝人的皮。
- 朱雲：朱五太爺的獨生子。他天生就是練武的奇才，十三歲時，就認為自己的武功己不在他父親之下，就想到外面去闖他自己的天下。
- 香香：她真的很香，很美。

## 小說目錄
1. 憤怒的小馬
2. 三個皮匠
3. 初遇狼人
4. 戰狼
5. 夜戰
6. 惡戰
7. 疑雲
8. 迷失
9. 太陽湖
10. 狼山之王
11. 別無去路
12. 殺人者死
13. 轎中的秘密
14. 尾聲

## 改編成電台電視電影廣播劇

### 電影
- 1978年，香港羅維影業有限公司，《飛渡卷雲山》／導演：羅維／主演：成龍、田俊、梁小龍 、汪萍。